# 豊通オートモーティブクリエーション
豊通オートモーティブクリーエション株式会社（英: TOYOTSU AUTOMOTIVE CREATION CORPORATION）は、 愛知県名古屋市に本社を置く豊田通商グループの商社。名古屋グランパスエイト、豊通ファイティングイーグルス名古屋スポンサー企業。

## 沿革
- 2009年02月：豊通オートモーティブクリエーション株式会社設立。
- 2009年04月：豊田・東京に拠点開設。
- 2012年04月：大阪に拠点開設。
- 2014年04月：浜松に拠点開設。
- 2017年08月：名古屋グランパスエイト、後援会入会[1]。
- 2017年10月：豊通ファイティングイーグルス名古屋、スポンサー入会[1]。

## 事業所
- 本社

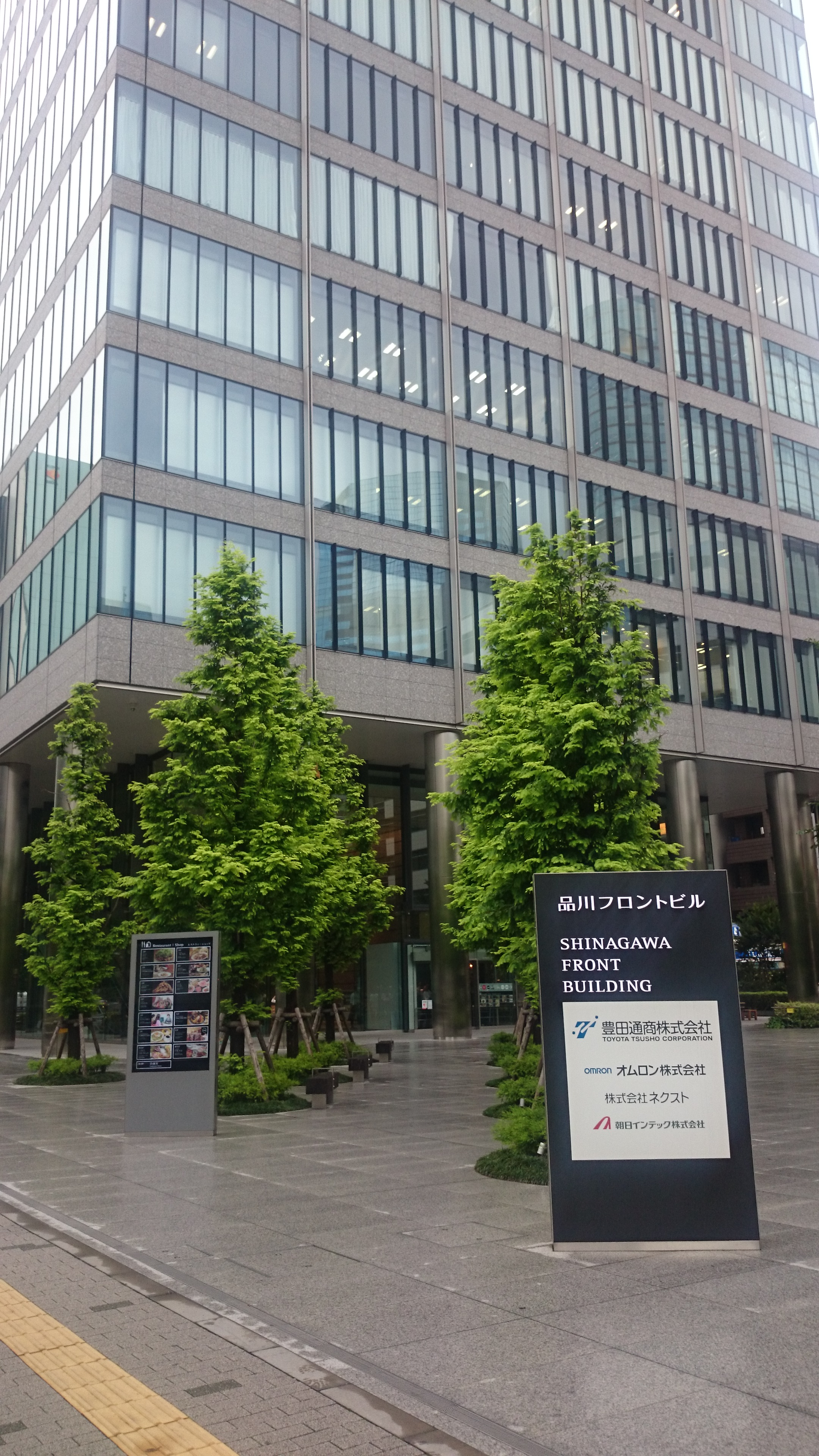
東京営業所が入居する
品川フロントビル 2015年7月

  - 〒450-0003 愛知県名古屋市中村区名駅南2丁目14番19号 住友生命名古屋ビル24階
- 東京営業所
  - 〒108-8216 東京都港区港南2丁目3-13 品川フロントビル
- 浜松営業所
  - 〒430-7714 静岡県浜松市中央区板屋町111番地の2 浜松アクトタワー14階
- 大阪営業所
  - 〒542-0081 大阪府大阪市中央区南船場4丁目3番11号 大阪豊田ビル 8階